# Arnaldo
Arnaldo es un nombre masculino de origen germánico popularizado en la Valencia y Cataluña de origen medieval . Está compuesto de "arn", águila, y "wald", fuerte, por lo que significa "fuerte como las águilas".

## Santoral
14 de marzo: San Arnaldo.

### Variantes en otros idiomas
| Variantes en otras lenguas | Variantes en otras lenguas |
| -------------------------- | -------------------------- |
| Alemán                     | Arnold                     |
| Asturiano                  | Arnaldu                    |
| Catalán                    | Arnau                      |
| Checo                      | Arnold                     |
| Danés                      | Arnold                     |
| Estonio                    | Arnold                     |
| Euskera                    | Ellande, Eñaut             |
| Finlandés                  | Arnold, Aarno              |
| Francés                    | Arnaud                     |
| Holandés                   | Arnold                     |
| Húngaro                    | Arnold                     |
| Inglés                     | Arnold                     |
| Islandés                   | Arnold                     |
| Latín                      | Arnaldus                   |
| Español                    | Arnaldo, Arnoldo, Arnal    |
| Lituano                    | Arnoldas                   |
| Noruego                    | Arnold                     |
| Polaco                     | Arnold                     |
| Portugués                  | Arnau                      |
| Rumano                     | Arnald                     |
| Ruso                       | Арнольд (Arnol'd)          |
| Sardo                      | Arnoldu                    |
| Sueco                      | Arnold                     |
| Ucraniano                  | Арнольд (Arnol'd)          |